# Christoph Kies
Christoph Kies (* 26. Februar 1982 in Dresden) ist ein deutscher Standard- und Lateintänzer.

## Leben
Christoph Kies wurde am 26. Februar 1982 in Dresden geboren. Nach Abschluss der Schulausbildung widmete er sich ausschließlich dem Tanzen. Christoph Kies begann Anfang der 90er Jahre mit dem Tanzen in der Schülerklasse. Bis 2002 tanzte er mit Silke Zetzsche. Mit ihr spezialisierte er sich auf die Königsdisziplin im Tanzsport – Kombinationswettkämpfe über alle 10 Standard- und Lateintänze. 2001 wurde er erstmals deutscher Meister in der Kombination über 10 Tänze.
2002–2009 tanzte er mit der gebürtigen Spanierin Blanca Ribas Turón. 2003–2008 gewann er alle zu vergebenden deutschen Meistertitel in der Kombination.
Christoph Kies startet für den TSC Excelsior Dresden und arbeitet als freiberuflicher Tanzsport-Trainer im Raum Dresden.
In den Jahren 2006 (Moskau), 2007 (Tokio) und 2008 (Berlin) wurde das Paar Weltmeister über 10 Tänze – im Jahr 2007 (Wien) und 2008 (Chișinău) zudem Europameister über 10 Tänze. Von 2005 bis 2008 gehörte das Paar sowohl in Standard als auch in Latein zu den besten 6 Paaren bei den deutschen Meisterschaften der beiden Einzeldisziplinen.

## Erfolge (Auswahl)

### Landesmeisterschaften Sachsen (23 Titel)
- 23× 1. Platz LM Standard/Latein 1996–2007

### Deutsche Meisterschaften: (8 Titel)
- 1998 DM Jugend 10 Tänze 3. Platz
- 1999 DM Jugend 10 Tänze 4. Platz
- 2000 DM Jugend 10 Tänze 1. Platz
- 2000 DM Jugend Standard 1. Platz
- 2000 DM 10 Tänze 2. Platz
- 2001 DM 10 Tänze 1. Platz
- 2003 bis 2008 DM 10 Tänze 1. Platz (6×)

### Europameisterschaften: (2 Titel)
- 2001 EM 10 Tänze (Salzburg, AUT) 4. Platz
- 2003 EM 10 Tänze (Loule, POR) 2. Platz
- 2004 EM 10 Tänze (Chișinău, MOL) 2. Platz
- 2005 EM 10 Tänze (Kiew, UKR) 3. Platz
- 2007 EM 10 Tänze (Wien, AUT) 1. Platz
- 2008 EM 10 Tänze (Chișinău, MDA) 1. Platz

### Weltmeisterschaften: (3 Titel)
- 2000 WM Jugend Standard (Kiew, UKR) 10. Platz
- 2000 WM Jugend Latein (Riga, LAT) 5. Platz
- 2000 WM Jugend 10 Tänze (Linz, AUT) 2. Platz
- 2001 WM 10 Tänze (Turin, ITA) 5. Platz
- 2004 WM 10 Tänze (Melbourne, AUS) 3. Platz
- 2005 WM 10 Tänze (Wien, AUT) 2. Platz
- 2006 WM 10 Tänze (Moskau, RUS) 1. Platz
- 2007 WM 10 Tänze (Tokio, JPN) 1. Platz
- 2008 WM 10 Tänze (Berlin, GER) 1. Platz

### Weltcups: (1 Titel)
- 2003 WC 10 Tänze (Salzburg, AUT) 2. Platz
- 2005 WC 10 Tänze (Lüttich, BEL) 3. Platz
- 2006 WC 10 Tänze (Taipeh, TWN) 1. Platz